# Stypendium Kulturalne Miasta Gdańska

Herb Gdańska

Stypendium Kulturalne Miasta Gdańska – stypendium kulturalne Gdańska, przyznawane beneficjentom zajmującym się twórczością artystyczną oraz upowszechnianiem kultury na realizację przedsięwzięć artystycznych. 

## Ważniejsi stypendyści

### 2020-29
- Paulina Eryka Masa (2022,2023,2024)[1][2][3]
- Stefan Chwin (2023,2024)[4][3]
- Krystyna Chwin (2023)[4]
- Tomasz Betcher (2023)[4]
- Jarosław Bauć (2023)[4]
- Joanna Duda (2023)[4]
- Marek Kuczyński (2023)[4]

### 2010-19
- Mariusz Kulpa (2015)[5]
- Dariusz Sitek (2015)[5]
- Monika Milewska (2015)[5]
- Maria Krawczyk (2015)[5]
- Gabriela Danielewicz (2015)[5]
- Dawid Jung (2014)[6]
- Jerzy Ostrogórski (2014)[6]
- Sławek Jaskułke (2014)[6]
- Zbigniew Gorlak (2014)[6]
- Marek Andrzejewski (2014)[6]
- Leszek Kułakowski (2014)[6]
- Grzegorz Kwiatkowski (2014)[6]
- Anna Sobecka (2014)[6]
- Tadeusz Jabłoński (2013)[7]
- Małgorzata Walentynowicz (2013)[7]
- Piotr Cielesz (2013)[7]
- Tadeusz Dąbrowski (2013)[7]
- Borys Kossakowski (2013)[7]
- Paweł Mazur (2013)[7]
- Jerzy Mazzoll (2013)[7]
- Artur Nowaczewski (2013)[7]
- Jacek Borkowicz (2013)[7]
- Jacek Kornacki (2013)[7]
- Dominika Skutnik (2013)[7]
- Adam Hlebowicz (2012)
- Wojciech Sęczawa (2012)
- Krystyna Stańko (2012)
- Tomasz Ziętek (2012)

### 2000-09
- Elżbieta Tęgowska (2006)
- Janusz Plota (2003)
- Tomasz Sobisz (2003)
- Danuta Joppek (2000)